# Edna F. Kelly

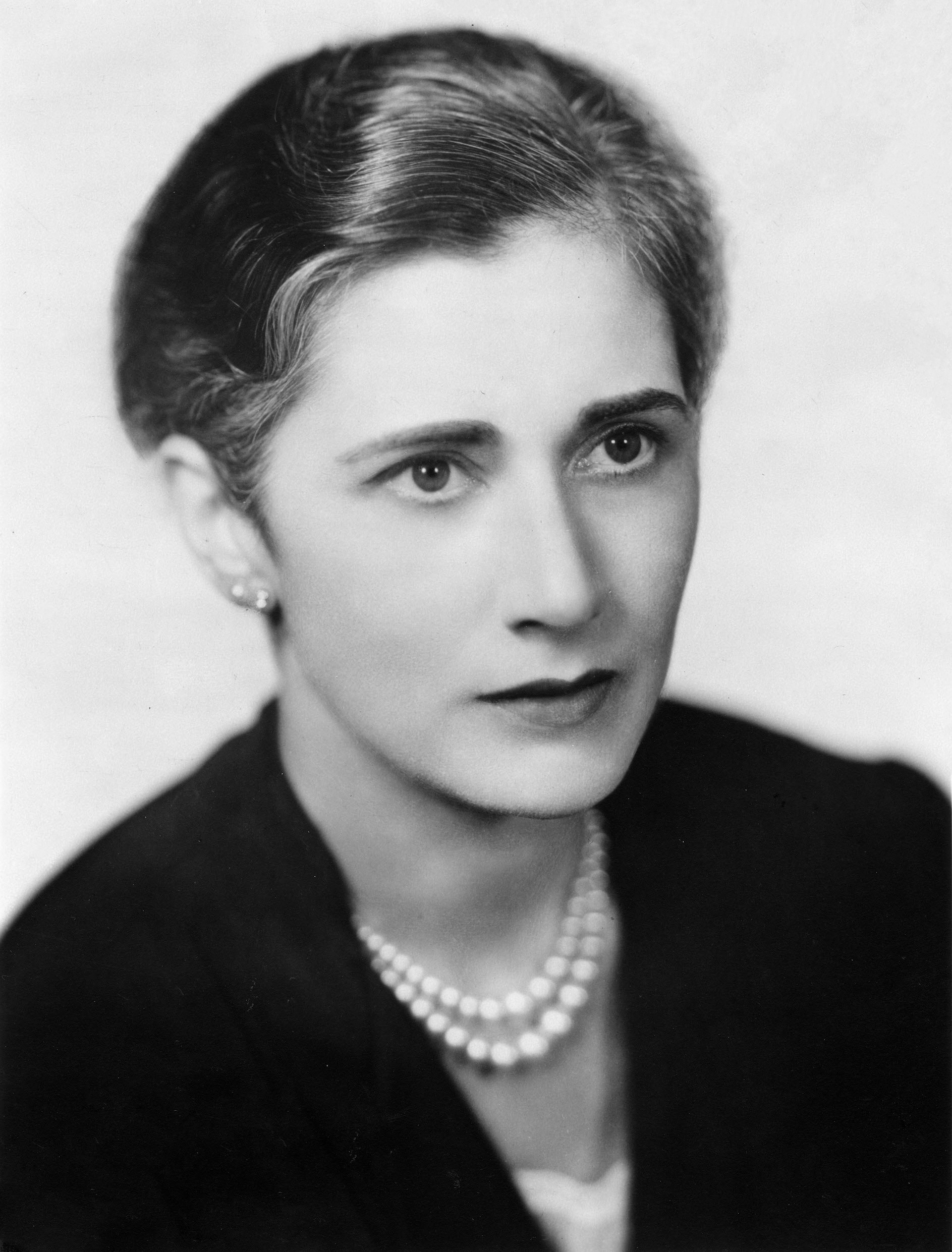
Edna F. Kelly

Edna Patricia Flannery Kelly, geborene Flannery, (* 20. August 1906 in East Hampton, New York; † 14. Dezember 1997 in Alexandria, Virginia) war eine US-amerikanische Politikerin. Zwischen 1949 und 1969 vertrat sie den Bundesstaat New York im US-Repräsentantenhaus.

## Werdegang
Edna Patricia Flannery Kelly wurde Anfang des 20. Jahrhunderts in East Hampton geboren und wuchs dort auf. 1924 graduierte sie an der East Hampton High School. Danach ging sie auf das Hunter College, welches sie 1928 mit einem Bachelor of Arts wieder verließ. Sie war mit Edward Leo Kelly verheiratet, der Richter am New York City Court war und im August 1942 in Brooklyn verstarb. Zwischen 1948 und 1968 nahm sie als Delegierte an jeder Democratic National Convention teil. Sie saß zwischen 1956 und 1968 im Democratic National Committee. Politisch gehörte sie der Demokratischen Partei an.
Sie wurde am 8. November 1949 in einer Nachwahl im zehnten Wahlbezirk von New York in das US-Repräsentantenhaus in Washington, D.C. gewählt, um dort die Vakanz zu füllen, die durch den Tod von Andrew Lawrence Somers entstand. Sie wurde in den 82. Kongress gewählt und in die fünf folgenden Kongresse wiedergewählt. Bei den Kongresswahlen des Jahres 1962 für den 88. Kongress wurde sie im zwölften Wahlbezirk von New York in das US-Repräsentantenhaus gewählt, wo sie am 4. Januar 1963 die Nachfolge von Hugh Carey antrat. Sie wurde zwei Mal in Folge wiedergewählt. Im Jahr 1968 erlitt sie bei ihrer Wiederwahlkandidatur eine Niederlage und schied nach dem 3. März 1969 aus dem Kongress aus.
Sie starb am 14. Dezember 1997 in Alexandria.